# Ctenium longiglume
Ctenium longiglume là một loài thực vật có hoa trong họ Hòa thảo. Loài này được Kupicha ex Longhi-Wagner & Cope mô tả khoa học đầu tiên năm 2003.